# Вайнманн, Иоганн Вильгельм
Иоганн Вильгельм Вайнманн (нем. Johann Wilhelm Weinmann, 13 марта 1683 — 1741) — немецкий ботаник и фармацевт.

## Биография
Иоганн Вильгельм Вайнманн родился в городе Гарделеген 13 марта 1683 года. Он был сыном парикмахера Маттиаса Кристиана Вайнманна.
Мало что известно о ранней жизни Иоганна Вильгельма Вайнманна, но он обосновался в Регенсбурге в 1710 году как ассистент фармацевта в местной аптеке.
Позже Вайнманн сделал заявление, что он работал с врачами и аптекарями во многих немецких городах, и что все они дадут о нём благоприятные отзывы. Не вызывает сомнений то, что судьба Вайнманна развивалась быстрыми темпами в Регенсбурге. В 1712 году он смог с его невестой купить дом и аптеку. Его невеста, Изабелла Катарина Фюрст, была дочерью зажиточного виноторговца.
В 1732 году, спустя два года после смерти его первой жены, Иоганн Вильгельм Вайнманн женился на Кристине Катарине Пфаффенройтер, дочери городского чиновника, и смог купить обанкротившийся фармацевтический бизнес, который он вкоре превратил в процветающий концерн.
Вскоре после своего первого брака Вайнманн оказался вовлечённым в серию споров с другими фармацевтами и некоторыми из городских врачей; они проистекали из его официальной позиции как фармацевта (аптекаря) больницы, на должность которого он был назначен в 1713 году. Ссоры среди различных сторон в конечном счёте стали настолько разрушительными, что в 1715 году городской совет был вынужден вмешаться, и Вайнманн был официально осуждён за свои действия. В то же время вовлеченным в конфликты врачам приказали не мешать ему в его профессиональной деятельности.
Это дело не оказало никакого продолжительного эффекта на карьеру Вайнманна. В 1722 году он стал членом одного из советов города, с 1725 до 1733 года он был коммерческим асессором, и с 1733 до 1740 года он занимал пост городского асессора. В то же самое время его коммерческие предприятия процветали, он стал богатым человеком, и эти благоприятные обстоятельства позволили ему заниматься его желанным призванием — ботаникой. Он основал небольшой ботанический сад в Регенсбурге и в 1723 году опубликовал краткую работу Catalogus Alphabetico ordine exhibens Pharmaca....
Основным творением Вайнманна была Phytanthoza iconographia (1737—1745) — великий проект, который составлял восемь томов фолианта с более чем тысячей цветных гравюр ручной прорисовки нескольких тысяч растений. Первым художником, нанятым Вайнманном, был Георг Дионисий Эрет (1708—1770), который стал одним из ведущих ботанических иллюстраторов восемнадцатого века. Когда Эрет познакомился с Вайнманном в 1728 году, он был безработным и очень бедным. Когда Вайнманн увидел примеры работ Эрета, он нанял его, чтобы сделать тысячу иллюстраций в течение года, за которые ему будет выплачено пятьдесят талеров. Эрету было также обеспечено проживание и питание. В конце года художник выполнил половину задания, и Вайнманн, утверждая, что контракт был невыполненным, дал ему двадцать талеров и отослал его. Несколько лет спустя, Эрет подал иск против своего бывшего работодателя, чтобы получить компенсацию, но Вайнманн утверждал, что Эрет покинул его, и иск не был удовлетворён. Несмотря на эти трудности, карьера последнего была наполнена историями успеха на континенте и в Англии, где у него было много богатых покровителей.
После отъезда Эрета Иоганн Вильгельм Вайнманн нанял других иллюстраторов и граверов. Было признано, что работа Вайнманна Phytanthoza iconographia внушительна по своему объёму, но сделаны критические замечания относительно некоторых изображений растений. Немецкий ботаник Кристоф Якоб Трев (1695—1769), который был другом и сотрудником Георга Дионисия Эрета в течение тридцати шести лет, написал другу в 1742 году:
... действительно прискорбно, что у драгоценной работы покойного Вайнманна было очень много несоответствующих, даже фальшивых изображений...
 Неудачным было то, что Вайнманн нанял множество иллюстраторов, у которых, в отличие от Эрета, было мало или совсем никаких знаний в области ботаники. 
Иоганн Вильгельм Вайнманн умер 12 августа 1741 года.

## Научные работы
- Catalogus Alphabetico ordine exhibens Pharmaca ... (1723)[4][5].
- Phytanthoza iconographia (1737—1745)[4][5][6].

## Почести
Патрик Броун назвал в его честь род растений семейства Кунониевые Windmannia, впоследствии переименованный в Weinmannia.